# Halloween II (sencillo)
«Halloween II» es un sencillo en formato 12" de la banda Sonic Youth, lanzado en marzo de 1986 y perteneciente a su álbum Bad Moon Rising. Sus primeras 100 copias fueron enumeradas y firmadas por Savage Pencil, artista responsable del grabado sobre uno de los lados del vinilo.

## Lista de canciones
- Lado A: Sin música[1]
- Lado B: Halloween[2]

## Grabados
- Lado A: "I am the boy who can enjoy invisibility - J.J."
- Lado B: "Trick or treat master monster mix."